# Robert Daroff
Robert Barry Daroff (* 3. August 1936 in New York City; † 12. Januar 2025) war ein US-amerikanischer Neurologe und Neuro-Ophthalmologe.
Daroff studierte Medizin an der University of Pennsylvania mit dem Bachelorabschluss 1957 und dem M.D. Abschluss 1961. Ab 1968 war er Assistant Professor und später Professor für Neurologie und Ophthalmologie an der University of Florida und Chefarzt der neurologischen Klinik des Veteran Administration Hospital in Miami. Ab 1980 leitete er die Neurologie am Universitätsklinikum in Cleveland und wurde Professor für Neurologie an der Case Western Reserve University.
Er befasste sich vor allem mit der menschlichen Augenbewegung und deren Fehlfunktionen und den neurologischen Ursachen dafür.
1993 erhielt er die Ernst Jung Goldmedaille in Medizin. 1987 bis 1996 war er Herausgeber der Zeitschrift Neurology. 1990 bis 1991 war er Präsident der American Neurological Association.

## Schriften
- mit Matthew J. Thurtell, Robert L. Tomsak Neuro-Ophtalmology, Oxford University Press 2011
- mit Walter G. Bradley, Gerald Fenichel, Joseph Jankovic, John Mazziotta Bradley´s Neurology in Clinical Practice, Saunders, 6. Auflage 2012 (5. Auflage Butterworth Heinemann 2007)
- Herausgeber mit Michael J. Aminoff Encyclopedia of the Neurological Sciences, 4 Bände, Academic Press 2003